# Кораће
Кораће је насељено мјесто у општини Брод, Република Српска, БиХ. Према прелиминарним подацима пописа становништва 2013. године, у насељу је живјело 1.165 становника.

## Становништво
| Националност       | 1991.          | 1981.          | 1971.          |
| Хрвати             | 1.975 (97,67%) | 1.885 (97,16%) | 1.856 (98,77%) |
| Срби               | 30 (1,48%)     | 23 (1,18%)     | 18 (0,95%)     |
| Муслимани          | 2 (0,09%)      | 3 (0,15%)      | 0              |
| Југословени        | 3 (0,14%)      | 23 (1,18%)     | 0              |
| остали и непознато | 12 (0,59%)     | 6 (0,30%)      | 5 (0,26%)      |
| Укупно             | 2.022          | 1.940          | 1.879          |

| Демографија | Демографија | Демографија |
| Година      | Становника  | Становника  |
| ----------- | ----------- | ----------- |
| 1948.       | 1.869       |             |
| 1953.       | 1.971       |             |
| 1961.       | 1.821       |             |
| 1971.       | 1.879       |             |
| 1981.       | 1.940       |             |
| 1991.       | 1.996       |             |
| 2013.       | 1.165       |             |

## Извор
- Књига: „Национални састав становништва — Резултати за Републику по општинама и насељеним мјестима 1991.", статистички билтен бр. 234, Издање Државног завода за статистику Републике Босне и Херцеговине, Сарајево.